# Jesse Owens
James Cleveland "Jesse" Owens, född 12 september 1913 i Oakville i Alabama (men uppväxt i Cleveland i Ohio), död 31 mars 1980 i Tucson i Arizona, var en amerikansk friidrottare. Han tog fyra guld vid OS 1936 och slog under karriären åtta individuella världsrekord.

## Biografi
Jesse Owens anses vara en av de allra främsta idrottsmännen genom tiderna, oavsett idrott. Han slog åtta individuella världsrekord, alla under åren 1935 och 1936. Sex av dessa rekord sattes inom en tidsrymd av 45 minuter den 25 maj 1935.

### OS 1936
Karriärens absoluta höjdpunkt var OS 1936 i Berlin när han tog 4 guld – 100 meter, 200 meter, längdhopp och korta stafetten 4x100 meter.
Owens gratulerades inte personligen av Tysklands diktator Adolf Hitler. Hitler var närvarande den 2 augusti 1936 och gratulerade personligen de tyska guldmedaljörerna. Han lämnade dock stadion före prisutdelningen för den afroamerikanske guldmedaljören Cornelius Johnson. Dagen därpå informerades Hitler av IOK att han bröt mot de internationella olympiska reglerna genom att bara ta emot vissa vinnare. Han fick välja mellan att personligen gratulera alla eller ingen, och valde då det senare. Jesse Owens skrev i sin självbiografi från 1970 att Hitler vinkade åt honom när han passerade och att Owens då vinkat tillbaka. Då Owens återvände till USA gratulerades han inte av Franklin D. Roosevelt, eftersom denne oroade sig för möjliga reaktioner från sydstaterna.

### Världsrekord och konkurrens
Owens satte ett flertal världsrekord. Hans rekord i längdhopp (8,13) från 1935 överträffades inte förrän 1960, och det var vid utgången av 2010 fortfarande det världsrekord för män i grenar ingående på det internationella mästerskapsprogrammet som stått sig längst.
Trots Owens resultat var hans ställning i USA som sin tids bäste inte obestridd. Det år Owens satte sina världsrekord (1935) fick han brons på 100 meter (10,3) och silver i längd (7,98) vid de amerikanska mästerskapen. Vann i bägge grenarna (10,2 resp 8,00) gjorde Eulace Peacock, som skadade sig så allvarligt senare under säsongen att han inte kunde delta vid olympiska spelen 1936. Totalt slutade säsongen 1935 med 7–3 till Peacock i inbördes möten.[källa behövs]

### Senare år
Jesse Owens rökte dagligen i 35 år och drabbades av lungcancer. Han avled vid 66 års ålder i Tucson, Arizona. Owens ligger begraven i Oak Woods Cemetery i Chicago.